# Perthes (Ardennes)
Perthes je francouzská obec v departementu Ardensko v regionu Grand Est. V roce 2012 zde žilo 301 obyvatel.

## Sousední obce
Alincourt, Annelles, Biermes, Juniville, Neuflize, Sault-lès-Rethel, Tagnon, Thugny-Trugny

## Vývoj počtu obyvatel
Počet obyvatel